# Belciug (okręg Prahova)
Belciug – wieś w Rumunii, w okręgu Prahova, w gminie Drăgănești. W 2011 roku liczyła 602 mieszkańców.